# 아이가르스 파데예우스
아이가르스 파데예우스(라트비아어: Aigars Fadejevs, 1975년 12월 27일 ~ )는 라트비아의 육상 선수로 주 종목은 경보이다. 2000년 하계 올림픽에서 50km 경보 은메달을 획득했다.

## 경력
발카에서 태어났다. 1996년에 미국 애틀랜타에서 열린 올림픽 20km 경보에서 1시간 20분 47초의 기록으로 6위에 올랐다. 1998년 8월 18일에는 헝가리 부다페스트에서 열린 유럽 육상 선수권 대회에 참가하여 20km 경보에서 러시아의 일리야 마르코프의 뒤를 이어 은메달을 획득하였다.
이후 오스트레일리아의 시드니에서 열린 올림픽에 참가하여 50km 경보 경기에서 은메달을 획득했다. 2001년에는 캐나다 에드먼턴에서 열린 세계 육상 선수권 대회에서 50km 경보 4위를 기록했으며, 2004년에는 그리스 아테네에서 열린 올림픽에 라트비아 대표로 참가하여 50km 경보에서 11위, 20km 경보에서 9위에 올랐다.
2008년에는 마라톤 종목에도 도전하여 발미에라 마라톤에서 2시간 19분 57초의 기록으로 우승했다.